# Haloxylon persicum
Haloxylon persicum là loài thực vật có hoa thuộc họ Dền. Loài này được Bunge ex Boiss. & Buhse mô tả khoa học đầu tiên năm 1860.